# Anthurium colonense
Anthurium colonense är en kallaväxtart som beskrevs av Thomas Bernard Croat. Anthurium colonense ingår i släktet Anthurium och familjen kallaväxter. Inga underarter finns listade.